# 武承嗣
武承嗣（649年—698年7月22日），字奉先，并州武兴县（文水县，即今山西省文水县）人，唐荆州都督武士彟之孙，女皇武则天异母兄武元爽之子。

## 生平
早年曾随父被流配振州（今海南三亚）。
咸亨五年（674年）三月，由于武士彟周国公的爵位无人继承，武则天奏请将武承嗣召回，袭爵周国公，拜为尚衣奉御。夏四月，即升为宗正卿。
光宅元年（684年），授春官尚書、同中书门下三品，並封魏王。垂拱元年（685年），同凤阁鸾台三品。月余后罢。永昌元年（689年），迁天官尚书。载初元年（690年），守纳言。天授元年（690年），进文昌左相。
天授二年（691年）九月，武承嗣令凤阁舍人张嘉福，唆使洛阳人王庆之等数百人上表，请立武承嗣为太子。长寿元年（692年），大臣李昭德以武承嗣既为亲王，又为宰相，权势太重，建议罢免武承嗣的宰相职务。当年，武承嗣被罢为特进。
聖曆元年（698年），唐中宗李显復被立为太子，魏王武承嗣做太子的幻想彻底破灭，忧愤而死。赠太尉、并州牧，追谥曰宣。

## 墓志铭
武承嗣墓志，由梁王武三思撰序、崔融撰铭，形制较大、规格较高，是已发现的唐王侯级墓志中最大者。現藏於中国农业博物馆。

大周故特进太子太保赠太尉并州牧魏王墓志铭并序 
梁王三思撰文，朝议大夫行雍州录事参军事长孙琬书 
王讳承嗣，字奉先，并州武兴人，无上孝明高皇帝之孙，皇上之犹子也。自赤乌流火，丹雀衔书。大哉，得姓之源；邈矣，承祧之绪。天基远峻，紫辰则百代相望；帝业潜昌，黄屋则千龄继袭。孝明高皇帝，深沉睿器，寥廊天姿；道蔼乾坤，名悬日月。幽郊紫气早发征祥，谯国黄星久腾符彩。云雷始构，初陈起凤之谋；宗庙将开，竟享乘龙之位。父故魏德王，唐任睦州刺史。鹓鸿逸羽，杞梓良才，家承积德之祥，地洽累仁之祉。金锵玉润，誉满朝廷；宝马银鞍，光生道路。琱弓写月，雁落猿啼；玉礼崩云，鸾惊鹊顾。贾琮按部，但事褰帷；郭贺临人，唯闻露冕。及其九原，可作千乘，方归饰未，邱于黄泉，被梧宫于蒿里。王资灵五纬，毓粹三才，悬朗月于胸怀，吐清飙于襟袖。机神恬旷，识度温和；业奥垂帷，艺高悬帐。风仪卓尔，似对琼岩；韵局森然，若看珠树。雷霆震而不惊其虑，风雨晦而不辍其音。含大雅之弘量，蕴中和之美德。 
咸亨四年，起家授尚辇奉御。三千渤澥，初横激水之鳞；九万抟摇，始鼓搏风之羽。扈金舆而陪玉辇，攀紫极而谒丹宫。陶偘所以登天，程昱于焉捧日。俄封周国公，本官如故。山河带砺，茅土封疆，从看刑马之盟，且见回龟之印。亭封万岁，异代均荣；户给千家，殊年竞宠。未几，历宗正卿。周征彤伯，汉任刘平，忠规有序于宗亲，茂秩式分于河海。又授麟台监。蓬山万仞，芸阁千寻；字转鱼龙，书悬日月。银编雾集，玉册云繁；三豕渡河，无劳葆赜。五门改日，未假沉研，公曾既定于阙文，叔骏是称于良吏。寻检校太子左卫率。龙楼鹤钥，望苑摇山，挹少海之波澜，侍前星之景色。青宫晓辟，屡结驰道之镳；丹禁晨趋，每奉寝门之驾。 
又迁春官尚书，寻授司礼卿、同中书门下三品。俄改封恒国公，又授春官尚书。栋梁大厦，舟楫巨川，趋郑履于南宫，叙桓经于东面。弼谐丹扆，逍遥鸳鹭之行；主赞紫宸，容与夔龙之伍。永昌元年，迁天官尚书。山铨迥举，乐镜高悬，深知简要之涂，妙得清通之鉴。逾月，授纳言。七车奥艺，八舍崇班；气拥连珠，荣登负玺。职参帷幄，名为纶綍之司；任切枢机，实曰貂蝉之省。金容既梦，仍遣张堪；玉佩能知，需求王粲。俄迁文昌左相、凤阁鸾台三品，兼知凤阁事，监修国史。文昌寄重，端右望隆，均仲虺于殷年，齐孔光于汉代。伯仁三日，令望悬渐；景倩四辝，芳□未远。丝纶式综，声高龙凤之池；竹帛方刊，誉峻麒麟之阁。既尔玄珪锡夏，黑玉归商，承就日之瑶图，偶开天之宝运。枝分若木，派演咸池。姬历维城，既应翦桐之命；汉承盘石，还崇攀桂之逰。天授元年九月，内册封魏王。犬牙麟趾，宠列千乘；翠盖竹轩，荣分驷马。仰稽成象，非无啼子之星；俯察成形，自有天孙之岳，多才流誉，传异化于周藩；，博学驰声，继英踪于汉屏。王频繁任，久密□□。□顾追彤□之□，□□□机之务。风官退食，雪馆乘休，多淫北海之书，独乐□□之善。声高竹菀，宠亚槐庭，时论南史之文，或动西园之咏。属以焚柴展礼，禅草开仪，会玉帛于三台，勒银绳于二室。
天册二年，充封神岳大使。躬承凤盖，亲事鸾旗。夷夏奔驰，俱奉千年之化；衣冠舞蹈，咸闻万岁之声。圣历元年七月，内迁太子太保，于时年惊辰巳疹积膏肓。将緾止□之祅，赂及□鸡之岁。皇慈特轸，睿念偏钟；中使相望，名医接影。求方金龟，希除逝水之灾；徙秩铜楼，翼免颓山之酷。不谓蛇杯，未悟鹤极来征。埋玉树于泉中，瘗金芝于地下。其年八月十日薨于神都行修里之私第，春秋五十。圣上罢朝七日，痛伤之甚今古莫俦。其月廿日恩制赠太尉、并州牧。仍令营缮大匠刘仁景监护丧事，守雍州司马苏珦副焉。丧事所须，并令官给，赐东园秘器、朝服一袭，遣内史吊祭。上自制祭文，仍赋悼亡诗一首：天文璧合，长怀千月之悲；睿藻珠连，仍及九泉之路。痛深朝野，礼极哀荣；天道难知，人生到此。子延基等悲开柱剑，洋对楹书，毕地无追，终天永隔。粤以圣历三年壹月十一日陪葬顺陵，礼也。惟王□谦日用，朗润天然，温室无言，虗舟独运。芝兰有气，宁惊喜愠之形；松柏为心，岂易喧凉之操！频居台阁，累践机衡，始终之志不渝，清直之怀若一。嗟乎！与仁莫验，积善无征；菊水延龄，竟知何日？桑田促寿，忽以逢年。摧羽翮于鸾凤，化尘埃于蝼蚁。三思早陪陆架，久接姜衾，参后翼于鸰原，偶能鸣于雁序。谁意灾流四鸟，祸集三荆？贾虎凋亡，偏钟冣怒；旬龙殒逝，直丧无双。萦万绪而何穷，痛千秋而已矣。摧心伏纸，揽涕挥豪。著作郎崔君，字重悬金，词光积玉，庶传不朽，敬托为铭。其词曰：
皇帝立国，王侯建社。择良日兮侯景风，坐千乘兮駈驷马。以翼君上，以安天下。肃穆我祖，明惟姬文。封畿之内，子弟如云。帝曰犹子，余嘉乃勋。赏以魏国，树司置军。惟王之生，其道能久。佩服忠仪，周旋孝友。器业崇高兮谦虚自守，势望隆贵兮骄恡何有？乃作宗正，宗正维宁，乃司图史，图史用成。莅于左率，储仪以贞。升于都座，邦务以清。与朝休戚，为王卿士。鸾诸东飞，凤池西止。绩比周邵，文高扬史。吾无闻然，尽在是矣。晦明有疾，砭药无痊。交驰冠盖，并走山川。兰萎上月，鹏落中天。津门二恸，邸第虚捐。赐以冢茔，崇其祑数。礼物如在，君王何处？辞洛城之国门，见秦川之陵树。风飙飙于羽葆，日沉沉于鸾骆。任城告凶，同气无从。琴书露哀，剑履尘封。词凄白马，颂断黄龙。唯当子建，长奉时邕。

## 子女

### 子
1. 嗣王武延基，右羽林將軍，娶永泰公主，701年因私议二张被武后下令处死
2. 嗣王武延義
3. 武延安，光祿卿、邢公
4. 武延壽，衛尉少卿、燕公。有一女嫁朔方军节度副使、金紫光禄大夫、行光禄卿、上柱国、五原公燕王慕容曦光，为太原郡夫人。一女嫁辅国王慕容宣彻之子左领军卫大将军、长乐州游奕副使慕容威，封平阳郡夫人。
5. 武延光
6. 淮陽王武延秀，恆公，娶安乐公主

### 女
- 武氏，嫁郑克乂，千金公主子

## 影视形象
- 全賢: 2006年韓國KBS電視劇：《大祚榮》
- 黎耀祥：2012年香港無線電視劇：《盛世仁杰》
- 郭強：2015中國內地電視劇：《隋唐英雄5》